# Tyloxoles boholicus
Tyloxoles boholicus är en skalbaggsart som beskrevs av Kriesche 1927. Tyloxoles boholicus ingår i släktet Tyloxoles och familjen långhorningar.
Artens utbredningsområde är Filippinerna. Inga underarter finns listade i Catalogue of Life.